# Winter Is Coming (2023)
Winter Is Coming 2023 fue un especial de televisión que se transmitió en vivo el 13 de diciembre de 2023 por el canal televisivo estadounidense TBS como especiales de los programas de televisión semanales Dynamite y Rampage el 13 de diciembre de 2023, desde el College Park Center en Arlington, Texas y Collision el 16 de diciembre de 2023 desde el Curtis Culwell Center en Garland, Texas.

## Producción
AEW Winter Is Coming es un especial de televisión anual realizado en diciembre por All Elite Wrestling (AEW) desde 2020, y se transmite como un episodio especial del programa insignia de AEW, Dynamite. El título del episodio "Winter Is Coming" se deriva de Game of Thrones, una serie de televisión de HBO, que forma parte de Warner Bros. Discovery, que también incluye socios de transmisión de AEW TBS y TNT.

## Resultados

#### Dynamite 13 de diciembre
- «Hangman» Adam Page derrotó a Roderick Strong (con Matt Taven & Mike Bennett)
  - Page cubrió a Strong después de un «Dead Eye».
  - Durante la lucha, The Kingdom interfirió a favor de Strong.
- Andrade El Ídolo derrotó a Brody King por el AEW Continental Classic: Blue League.
  - Andrade cubrió a King después de un «Hammerlock DDT».
- Riho derrotó a Ruby Soho.
  - Riho cubrió a Soho después de un «Somato»
- Rush derrotó a  Jay Lethal por el AEW Continental Classic: Gold League.
  - Rush forzó a Lethal a rendirse con un «Bulldog Choke».
- Jay White derrotó a Mark Briscoe por el AEW Continental Classic: Gold League.
  - White cubrió a Briscoe después de un «Blade Runner».
- Jon Moxley derrotó a Swerve Strickland por el AEW Continental Classic: Gold League.
  - Moxley cubrió a Strickland con un «Roll-Up».

#### Rampage 15 de diciembre
- Orange Cassidy & The Von Erichs (Marshall & Ross Von Erich) (con Danhausen) derrotaron a Jake Hager & Daddy Magic & Cool Hand Ang (Matt Menard & Angelo Parker).
  - Ross cubrió a Parker con un «Roll-Up».
  - Después de la lucha, Hager, Menard y Parker atacaron a Cassidy, Danhausen y The Von Erichs, pero fueron detenidos por Kevin Von Erich.
- Don Callis Family (Kyle Fletcher & Powerhouse Hobbs) (con Don Callis) derrotaron a The Pillars of Destiny (Hunter Grey & Paul Titan).
  - Hobbs cubrió a Grey después de un «Powerslam».
- Anna Jay (con Matt Menard) derrotó a Red Velvet.
  - Jay forzó a Red Velvet a rendirse con un «Queen Slayer».
  - Durante la lucha, Menard interfirió a favor de Jay.
- Action Andretti & Top Flight (Dante Martin & Darius Martin) derrotaron a Komander, Penta El Zero M & El Hijo del Vikingo (con Alex Abrahantes).
  - Dante cubrió a Komander después de un «Triple Powerbomb».

#### Collision 16 de diciembre
- Claudio Castagnoli derrotó a Andrade El Ídolo por el AEW Continental Classic: Blue League.
  - Castagnoli cubrió a Andrade con un «Roll-Up».
- Abadon derrotó a Jazmin Allure.
  - Abadon cubrió a Allure después de un «Flatliner».
  - Después de la lucha, Julia Hart y Skye Blue atacaron a Abadon, pero fueron detenidas por Thunder Rosa quien hizo su regreso.
- Orange Cassidy derrotó a Bryan Keith y retuvo el Campeonato Internacional de AEW.
  - Cassidy cubrió a Keith con un «Roll-Up».
- Kris Statlander & Willow Nightingale derrotaron a Mercedes Martinez & Diamante en un Texas Street Fight.
  - Statlander cubrió a Diamante después de un «Saturday Night Fever» sobre tachuelas.
- Brian Cage (con Prince Nana) derrotó a Kerry Wright.
  - Cage cubrió a Wright después de un «Drill Claw».
- Eddie Kingston derrotó a Daniel Garcia por el AEW Continental Classic: Blue League.
  - Kingston cubrió a Garcia después de un «Backfist to the Future».
- Bryan Danielson derrotó a Brody King por el AEW Continental Classic: Blue League.
  - Danielson cubrió a King después de tres «Busaiku Knee».